# پانو پولمیدیا
پانو پولمیدیا (به لاتین: Pano Polemidia) یک روستا در قبرس است که در ناحیه لیماسول واقع شده‌است.

## خصوصیات
پانو پولمیدیا ۳٬۴۴۳ نفر جمعیت دارد.